# Langkiefer-Maräne
Die Langkiefer-Maräne (Coregonus alpenae) ist eine ausgestorbene, zu den Lachsfischen gehörende Tiefwassermaräne, die gewöhnlich in Tiefen von 100 Metern oder mehr in den Seen Huron, Michigan und Erie vorkam. Ihr wissenschaftlicher Name leitet sich vom Ort Alpena in Michigan ab.

## Beschreibung
Sie erreichte eine durchschnittliche Länge von 28 cm. Die größte Langkiefer-Maräne war 54,6 cm lang, wog 1,8 kg und wurde 1932 in Manistique am Michigansee gefangen. Der Körper war länglich und an den Seiten zusammengedrückt, aber robust. Der schwere Kopf war kurz und verbreitert. Das breite Maul war etwas abgerundet. Die Augen waren dürftig ausgebildet. Der schwere Unterkiefer ragte über den Oberkiefer hinaus. Die Kinnbacken waren gewöhnlich pigmentlos und über dem vorderen Augenrand hinaus verlängert. Die Langkiefer-Maräne wies allgemein eine silberige Färbung mit einem rosa oder violetten Schimmer auf. Der Rücken war bläulich oder grünlich, die Flanken silbern und die Unterseite weiß. Die Pigmentierung an den Kiefern und den Flossen war sehr hell.
Da die Systematik der Maränen recht kompliziert ist, glauben viele Wissenschaftler, dass die Langkiefer-Maräne keine eigenständige Art war, sondern eine unterschiedliche Population körperlich langer Individuen der Kurzkiefer-Maräne (Coregonus zenithicus).

## Nahrung und Lebensweise
Die Laichzeit war im Spätherbst. Ihre Hauptnahrung bestand aus Zooplankton wie dem Reliktkrebschen (Mysis relicta).

## Aussterben
Die Ursachen für ihr Aussterben waren die Überfischung und Verschmutzung der Großen Seen sowie der Parasitismus durch das invasive Meerneunauge. Der Höhepunkt der kommerziellen Fangaktionen war während der 1930er Jahre, als ein Drittel aller gefangenen Maränen aus dieser Art bestand. Sie wurde als Bückling verkauft. In den 1950er Jahren war sie bereits im Eriesee ausgestorben. Im Jahre 1961 war sie im Michigansee ernsthaft dezimiert. 1967 wurde diese Art nicht mehr im kommerziellen Fischfang nachgewiesen und 1975 wurde das letzte Exemplar in der Georgsbucht im Huronsee in Ontario gesehen.